# Mazne, Nedrîhailiv
Mazne (în ucraineană Мазне) este un sat în așezarea urbană Ternî din raionul Nedrîhailiv, regiunea Sumî, Ucraina.

## Demografie
Componența lingvistică a localității Mazne
     Ucraineană (93,33%)
     Rusă (6,67%)
Conform recensământului din 2001, majoritatea populației localității Mazne era vorbitoare de ucraineană (93,33%), existând în minoritate și vorbitori de rusă (6,67%).